# Helvis de Brunswick-Grubenhagen
Helvis de Brunswick-Grubenhagen, née vers 1353, morte à Chypre le 15 janvier 1421, fut reine consort de Chypre et reine consort d'Arménie par son mariage avec Jacques Ier de Lusignan, également roi titulaire de Jérusalem. 

## Biographie
Helvis de Brunswick était l'aînée et seule fille de Philippe de Brunswick-Grubenhagen (en), connétable de Jérusalem (lui-même fils d'Henri II de Brunswick-Grubenhagen et d'Helvis d'Ibelin), et de sa première femme, Helvis de Dampierre, fille d'Eudes de Dampierre, connétable de Jérusalem et d'Isabelle de Lusignan, sœur du roi Hugues IV de Chypre.
Par ses deux parents, elle était une lointaine descendante du célèbre croisé Jean d'Ibelin, surnommé le vieux seigneur de Beyrouth. Helvis avait également un frère cadet, Jean de Brunswick-Grubenhagen, qui devait devenir amiral de Chypre. En 1368, neuf ans après la mort de sa mère, son père se remaria à la mère de son propre mari, Alix d'Ibelin, reine douairière de Chypre et veuve de Hugues IV. Il mourut un an plus tard. 
Le 1er mai 1365, alors qu'elle était âgée de 12 ans, elle épousa Jacques de Lusignan, troisième fils de Hugues IV et d'Alix d'Ibelin, âgé de 31 ans. Jacques étant un cousin germain de sa mère (tous deux étaient des petits-enfants de Guy de Lusignan et d'Echive d'Ibelin), ils durent obtenir une dispense papale. La propre mère du prince allait, trois ans plus tard, épouser le père d'Helvis.
En 1368, Jacques fut fait connétable de Chypre et l'année suivante, il devint l'un des tuteurs de son neveu, Pierre, après l'assassinat de son frère aîné, le roi Pierre Ier, par un groupe de barons menés par Philippe d'Ibelin. Philippe étant le mari de la nièce de Jacques, Alix d'Aragon-Majorque, la reine-mère Éléonore soupçonna Jacques et son frère Jean de faire partie des conjurés qui avaient assassiné son mari. Elle requit donc l'intervention de l'armée génoise pour les châtier et en 1373, Jacques fut contraint de fuir avec Helvis pour l'île de Rhodes, où leur premier enfant, une fille, naquit à une date inconnue et mourut encore bébé en 1374. La même année, Jacques et Helvis furent capturés par les Génois et emmenés en otage à Gênes, où ils furent emprisonnés. La chronique d'Amadi rapporte qu'avant de pouvoir rejoindre son mari en prison, Helvis fut contrainte à travailler de ses mains. Elle donna ensuite naissance à leur premier fils, Janus, qu'elle nomma ainsi d'après le roi que la tradition voulait être le fondateur de Gênes. 10 autres enfants suivirent, presque tous nés pendant la captivité de leurs parents.
Le 13 octobre 1382, Jacques devint roi de Chypre à la mort de son neveu Pierre II bien que toujours en captivité. Après d'intenses négociations qui allaient porter le royaume de Chypre à la ruine, Jacques et Helvis furent libérés et purent regagner l'île en 1385, où ils furent couronnés en mai à la cathédrale Sainte-Sophie de Nicosie. Ils avaient toutefois dû laisser leur fils aîné, Janus, en otage à Gênes.
En 1389, Jacques fut couronné roi titulaire de Jérusalem et le 29 novembre 1393, à la mort du roi Léon V d'Arménie, il prit également le titre de roi d'Arménie mais ne le fut proclamé qu'en 1396.
Helvis mourut le 15 janvier 1421 et fut inhumée au monastère Saint-Dominique, aujourd'hui situé à Nicosie-Nord.

## Descendance
Le couple aura 12 enfants : 
- une fille, morte à Rhodes en 1374 ;
- Janus (1375-1432), roi de Chypre ;
- Philippe de Lusignan (mort en 1430), connétable de Chypre, père d'un enfant illégitime, Lancelot de Lusignan ;
- Henri de Lusignan (mort en 1427) prince titulaire de Galilée, marié à sa cousine Éléonore de Lusignan, sans descendance légitime ;
- Eudes de Lusignan (mort à Palerme en 1421), sénéchal de Jérusalem, entré au service du roi d'Aragon, marié à sa cousine Loysia de Lusignan, sans enfants ;
- Hugues de Lusignan (mort en 1442) régent de Chypre, cardinal, archevêque de Nicosie ;
- Guy de Lusignan, connétable de Chypre ;
- Jacqueline de Lusignan (morte en 1397) ;
- Échive de Lusignan, probablement mariée au comte Sclavus d'Asperg ;
- Marie de Lusignan (1381-1404), mariée en 1403 à Ladislas Ier de Naples (1376-1414) roi de Naples ;
- Agnès de Lusignan (1382-1459), abbesse de Wunstorf ;
- Isabelle de Lusignan, mariée vers 1415 à son cousin germain Pierre de Lusignan, comte titulaire de Tripoli, petit-fils de Jean, prince d'Antioche.